# حمدي بدين
حمدي بدين هو قائد سابق لقوات الشرطة العسكرية المصرية، التابعة لوزارة الدفاع المصرية. ووجهت العديد من الشخصيات العامة اتهامات إليه تتعلق بمخالفات لحقوق الإنسان ولشرف المهنة ارتكبها جهاز الشرطة العسكرية بحق المدنيين أثناء فترة قيادته للجهاز، أثناء إدارة المجلس العسكري شئون البلاد . عُزل من منصبه كقائد للشرطة العسكرية يوم 8 أغسطس 2012. تولى بعد عزله من قيادة الشرطة العسكرية الملحق العسكرى المصرى في الصين، وتولى رئيس مجلس الإدارة للشركة الوطنية للثروة السمكية والاحياء المائية التابعة لجهاز مشروعات الخدمة الوطنية منذ عام 2014 إلى الآن.